# Bá tước xứ Pembroke

Huy hiệu của Bá tước xứ Pembroke

Bá tước xứ Pembroke (tiếng Anh: Earldom of Pembroke) là một tước hiệu thuộc Đẳng cấp quý tộc Anh, lần đầu tiên được tạo ra vào thế kỷ XII bởi Vua Stephen của Anh. Tên tước hiệu gắn liền với Pembroke, Pembrokeshire ở West Wales, tước hiệu này đã được tạo ra 10 lần. Do số lượng tạo ra quá nhiều lần, nên tước vị Bá tước với trụ sở ban đầu ở Lâu đài Pembroke không còn gắn liền với tước hiệu.
Người nắm giữ ngôi vị bá tước hiện tại là William Herbert, Bá tước thứ 18 của Pembroke. Trong 400 năm qua, nơi ở của gia tộc ông là Nhà Wilton, Wiltshire. Bá tước Pembroke cũng có tước hiệu Bá tước xứ Montgomery, được tạo ra cho con trai của Henry Herbert, Bá tước thứ 2 của Pembroke trước khi ông này trở thành Bá tước thứ 4 vào năm 1630. Các bá tước hiện tại của Pembroke cũng mang các tước hiệu phụ: Nam tước Herbert xứ Cardiff, của Cardiff ở hạt Glamorgan (1551),  Nam tước Herbert xứ Shurland , của Shurland trong Đảo Sheppey ở hạt Kent (1605), và Tử tước Herbert xứ Lea, của Lea ở hạt của Wilts (1861). Tất cả đều thuộc Đẳng cấp quý tộc Anh ngoại trừ danh hiệu Nam tước Herbert xứ Lea, thuộc Đẳng cấp quý tộc Vương quốc Liên hiệp Anh.
Vào ngày 01/09/1532, Vua Henry VIII đã tạo tước hiệu Hầu tước xứ Pembroke phong cho vợ tương lai của mình là Anne Boleyn. Vinh dự này là để ghi nhận người chú của nhà vua Jasper Tudor, người từng là Bá tước Pembroke vào thế kỷ XV, và cha của ông, Henry VII, người được sinh ra tại Lâu đài Pembroke vào tháng 01/1457.

## Notes
The seventh Earl was twice involved in trials for murder: in 1677–78 and the killing of William Smeethe, a London Officer of the Watch, in 1680.